# Java Communications API
Das Java Communications API ist eine Java-Programmierschnittstelle und eine Standarderweiterung des JDK. Sie liegt im Paket javax.comm und dient dazu, plattformunabhängig auf serielle, parallele und USB-Schnittstellen zuzugreifen.